# Міхал Шкварка
Міхал Шкварка (словац. Michal Škvarka, нар. 19 серпня 1992, Мартін) — словацький футболіст, півзахисник угорського клубу «Дьєр».

## Клубна кар'єра
Народився 19 серпня 1992 року в місті Мартін. Вихованець футбольної школи клубу «Жиліна». Дебютував у першій команді 26 квітня 2009 року у віці 16 років в матчі проти «Нітри» і загалом у першому сезоні 2008/09 зіграв у двох матчах чемпіонату, а наступного з'являвся п'ять разів і виборов титул чемпіона Словаччини.
Так і не закріпившись у рідній команді і у липні 2011 року перейшов на правах оренду в «Земплін» (Михайлівці), де провів сезон 2011/12, а другу половину 2012 року відіграв в оренді за іншу місцеву команду ВіОн (Злате Моравце). Повернувшись на початку 2013 року у «Жиліну», Шкварка став основним гравцем команди, а згодом і капітаном команди. Найвдалішим для Міхала став сезон 2016/17, в якому півзахисник забив 14 голів у 31 матчі чемпіонату, а команда стала чемпіоном країни.
Своєю грою за останню команду знову привернув увагу представників тренерського штабу клубу «Жиліна», до складу якого повернувся 2012 року. Цього разу відіграв за команду з Жиліни наступні сім сезонів своєї ігрової кар'єри. Більшість часу, проведеного у складі «Жиліни», був основним гравцем команди.
19 червня 2019 року за 200 тис. євро перейшов в угорський «Ференцварош», підписавши з командою трирічну угоду. У першому ж сезоні Шкварка став з командою чемпіоном Угорщини, хоча і не був основним гравцем, зігравши лише у 15 іграх чемпіонату, у більшості з яких виходячи на заміну. Станом на 2 жовтня 2020 року відіграв за клуб з Будапешта 15 матчів в національному чемпіонаті.

## Виступи за збірні
2008 року дебютував у складі юнацької збірної Словаччини (U-17), загалом на юнацькому рівні взяв участь у 9 іграх, відзначившись 3 забитими голами.
Протягом 2012—2014 років залучався до складу молодіжної збірної Словаччини, з якою брав участь у кваліфікації на молодіжне Євро-2015, де словаки дійшли до плей-оф раунду.
У січні 2017 року тренер національної збірної Словаччини Ян Козак викликав Шкварку до складу команди, що складалася в основному з гравців словацького чемпіонату на збори в Об'єднаних Арабських Еміратах, де словацька команда зіграла підготовчі матчі з Угандою та Швецією. Міхал дебютував 8 січня в Абу-Дабі проти Уганди (1:3), а також за кілька днів, 12 січня, зіграв і проти Швеції (0:6).

## Титули і досягнення
- Чемпіон Словаччини (2):

«Жиліна»: 2009–10, 2016–17
- Володар Суперкубка Словаччини (2):

«Жиліна»: 2010
- Чемпіон Угорщини (2):

«Ференцварош»: 2019–20, 2020–21